# Maria Teresa da Áustria (1801–1855)
Maria Teresa Francisca Josefa Joana Benedita da Áustria-Toscana (em alemão: Maria Theresia Franziska Josefa Johanna Benedikte von Österreich-Toskana; em italiano: Maria Teresa Francesca Giuseppa Giovanna Benedetta d'Asburgo-Lorena di Toscana; 21 de março de 1801 - 12 de janeiro de 1855) foi arquiduquesa da Áustria e princesa da Toscana por nascimento. Em 1817, casou-se com o rei da Sardenha e tornou-se rainha do mesmo território. Era filha do grão-duque Fernando III da Toscana e da princesa Luísa de Nápoles e da Toscana. Recebeu o nome em honra da sua bisavó, a imperatriz Maria Teresa da Áustria.

## Nascimento e infância
Maria Teresa pertencia ao ramo toscano da Casa de Habsburgo-Lorena. Era uma arquiduquesa da Áustria, princesa da Boémia, da Hungria e da Toscana. Nasceu em Viena durante o período de exílio dos seus pais devido à invasão de Napoleão Bonaparte da Toscana. O seu pai era o grão-duque Fernando III da Toscana e a sua mãe a princesa Luísa das Duas Sicílias que morreu ao dar à luz um bebé que nasceu morto um ano depois de Maria Teresa nascer.
Após a restauração de 1814, Fernando III recebeu o título de príncipe-eleitor do arcebispado secular de Salzburgo e mudou-se com a família para Würzburg.

## Casamento e descendência

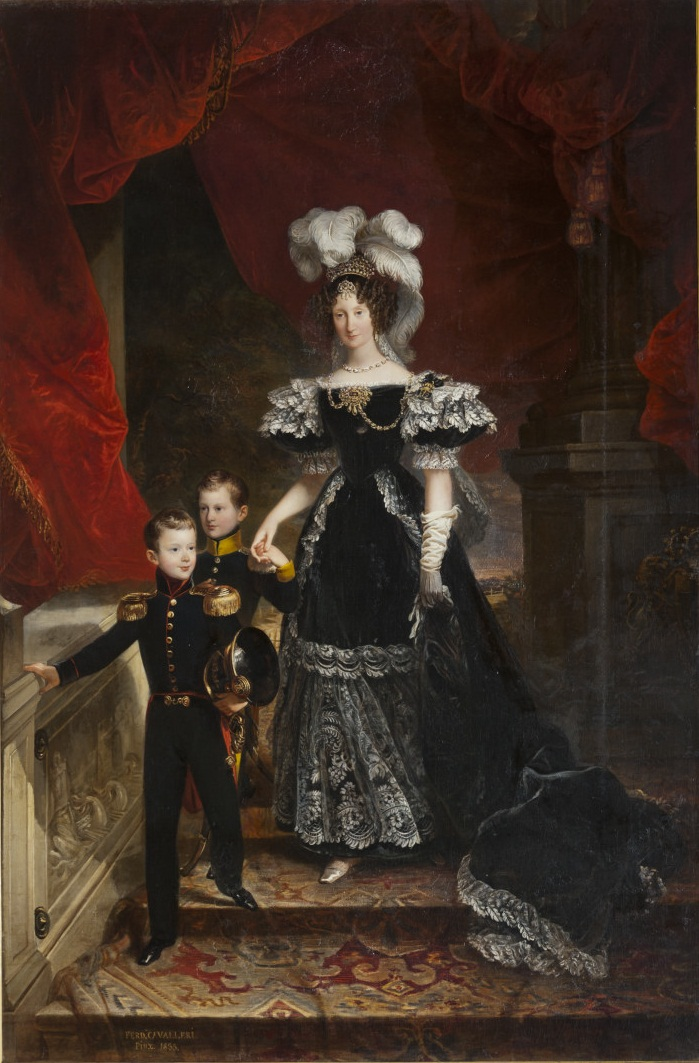
Maria Teresa com os seus dois filhos Manuel e Fernando.

Maria Teresa casou-se em Florença no dia 30 de setembro de 1817 com o príncipe Carlos Alberto da Sardenha. O casamento foi celebrado na Catedral de Florença a 2 de outubro.
Em março de 1820, nasceu o herdeiro ao trono, seguido de mais duas crianças, um menino e uma menina que morreu com poucos meses de idade. A partir do seu casamento, passou a ser conhecida por princesa de Carignano. Em 1824, Carlos Alberto foi reconhecido como herdeiro do trono pelo rei Vítor Emanuel I da Sardenha. O casal subiu ao trono em 1831, quando o herdeiro de Vítor Emanuel, Carlos Félix, morreu sem deixar descendentes.

## Últimos anos
Após a morte do marido em 1849, no Porto, a rainha Maria Teresa deixou de aparecer em público e até regressou à Itália em 1851, onde morreu quatro anos depois. Foi enterrada na Basílica de Superga em Turim.
Uma católica conservadora e convicta, influenciou muito o seu filho mais velho no trono italiano.

## Genealogia
| Maria Teresa da Áustria | Pai: Fernando III da Toscana | Avô paterno: Leopoldo II do Sacro Império Romano-Germânico | Bisavô paterno: Francisco I do Sacro Império Romano-Germânico |
| Maria Teresa da Áustria | Pai: Fernando III da Toscana | Avô paterno: Leopoldo II do Sacro Império Romano-Germânico | Bisavó paterna: Maria Teresa da Áustria                       |
| Maria Teresa da Áustria | Pai: Fernando III da Toscana | Avó paterna: Maria Luísa da Espanha                        | Bisavô paterno: Carlos III de Espanha                         |
| Maria Teresa da Áustria | Pai: Fernando III da Toscana | Avó paterna: Maria Luísa da Espanha                        | Bisavó paterna: Maria Amália da Saxônia                       |
| Maria Teresa da Áustria | Mãe: Luísa das Duas Sicílias | Avô materno: Fernando I das Duas Sicílias                  | Bisavô materno: Carlos III de Espanha                         |
| Maria Teresa da Áustria | Mãe: Luísa das Duas Sicílias | Avô materno: Fernando I das Duas Sicílias                  | Bisavó materna: Maria Amália da Saxônia                       |
| Maria Teresa da Áustria | Mãe: Luísa das Duas Sicílias | Avó materna: Maria Carolina da Áustria                     | Bisavô materno: Francisco I do Sacro Império Romano-Germânico |
| Maria Teresa da Áustria | Mãe: Luísa das Duas Sicílias | Avó materna: Maria Carolina da Áustria                     | Bisavó materna: Maria Teresa da Áustria                       |